# Palla (insecto)
Palla es un género de mariposas de la familia Nymphalidae.

## Descripción
Presentan dimorfismo sexual.

## Diversidad
Existen 4 especies reconocidas en el género con distribución afrotropical.
- Palla decius (Cramer, [1777])
- Palla publius Staudinger, 1892
- Palla ussheri (Butler, 1870)
- Palla violinitens (Crowley, 1890)

## Plantas hospederas
Las especies del género Palla se alimentan de plantas de las familias Convolvulaceae, Verbenaceae y Rutaceae. Las plantas hospederas reportadas incluyen los géneros Bonamia, Calycobolus, Clerodendrum, Metaporana y Toddalia.